# Magic’ Boul’vard
Albums de François Feldman
Une présence
(1989) Feldman à Bercy
(1992)
Singles
1. Le Serpent qui danse
Sortie : mai 1991
2. Magic' Boul'vard
Sortie : août 1991
3. Joy
Sortie : décembre 1991
4. Tombé d'amour
Sortie : juin 1992
5. Existe
Sortie : novembre 1992

Magic' Boul'vard est le troisième album studio enregistré par François Feldman, sorti en 1991.
Cet album a atteint la 4e place du Top albums. Il est le dernier grand succès de l'artiste.

## Liste des titres
| No  | Titre                  | Durée |
| --- | ---------------------- | ----- |
| 1.  | Les Femmes             | 4:48  |
| 2.  | Existe                 | 3:48  |
| 3.  | Corsica                | 4:15  |
| 4.  | Magic' Boul'vard       | 3:59  |
| 5.  | Le Serpent qui danse   | 4:35  |
| 6.  | Poison rose            | 3:45  |
| 7.  | Belle Indienne         | 4:30  |
| 8.  | Joy                    | 3:57  |
| 9.  | Ne perdez pas la boule | 3:56  |
| 10. | Tombé d'amour          | 5:06  |
| 11. | Wally Boule Noire      | 4:21  |

## Crédits
- Textes : Jean-Marie Moreau
- Musiques : François Feldman
- Sauf : Le Serpent qui danse
  - Texte : Charles Baudelaire
  - Musique : François Feldman
- Sauf : Corsica, Joy
  - Textes et Musiques : François Feldman
  - Arrangements : François Feldman - Thierry Durbet

## Classement hebdomadaire
| Classement (1991) | Meilleure position |
| ----------------- | ------------------ |
| France (SNEP)     | 4                  |

## Historique de sortie
| Pays      | Date | Format                              | Label               |
| --------- | ---- | ----------------------------------- | ------------------- |
| France    | 1991 | CD, vinyle 33T, cassette audio, DCC | Big Bang, Phonogram |
| Allemagne | 1991 | CD, vinyle 33T                      | Metronome           |
| Canada    | 1991 | CD                                  | Big Bang, Philips   |
| Espagne   | 1991 | vinyle 33T                          | Phonogram           |
| Turquie   | 1991 | cassette audio                      | PolyGram            |